# Echiniscus manuelae
Echiniscus manuelae är en djurart som tillhör fylumet trögkrypare, och som beskrevs av da Cunha och do Nascimento Ribeiro 1962. Echiniscus manuelae ingår i släktet Echiniscus och familjen Echiniscidae. Inga underarter finns listade i Catalogue of Life.